# Gerhard vom Berge

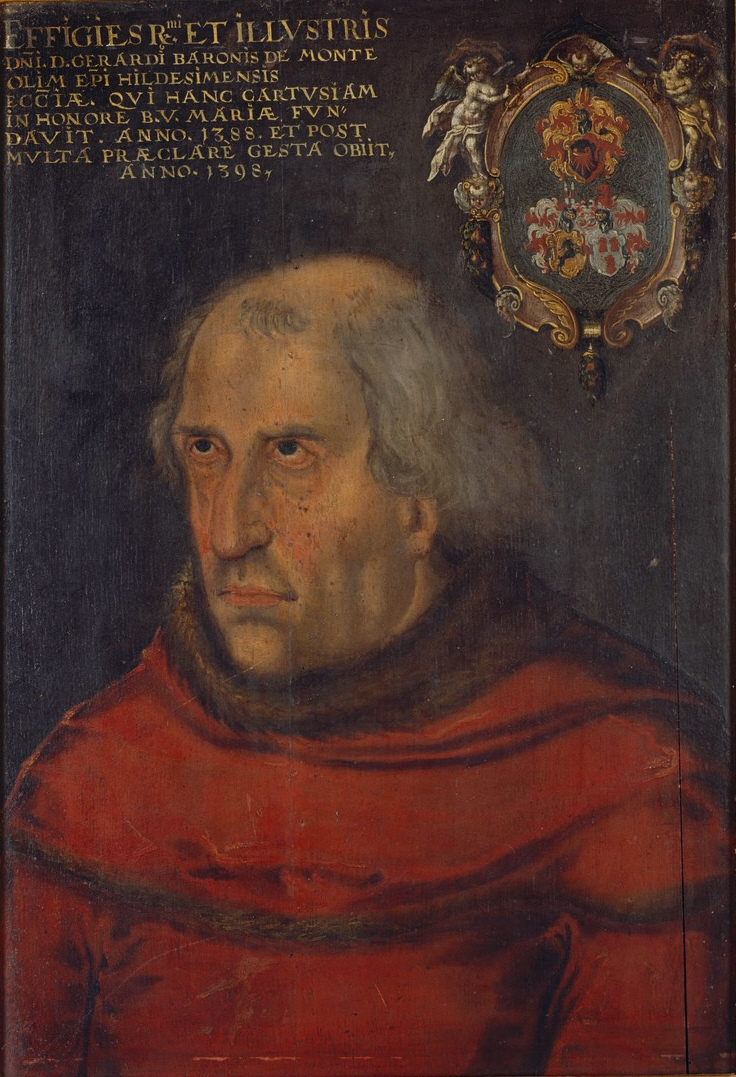
Gerhard vom Berge, Bischof von Verden und Hildesheim (fiktives Porträt aus der Barockzeit)

Gerhard vom Berge (* im 14. Jahrhundert; † 15. November 1398) stammte aus dem Hause der Herren vom Berge, die bei Minden ihren Sitz hatten und bis 1397 die Vogteirechte des Bistums Minden wahrnahmen. Er war Domkantor, dann Domdechant in Minden, später Bischof von Verden (1363–1365) und Bischof von Hildesheim (1365–15. November 1398).
Bischof Gerhard erbaute 1367 nach der Schlacht von Dinklar gegen den Braunschweiger Herzog Magnus I. (1345–1373) im Süden der Burganlage Poppenburg den mächtigen wohnturmartigen Palas.
Bischof Gerhard war später in die sogenannten Lüneburger Erbfolgekriege (1371–1388) verwickelt. So mussten die Welfen auf die Burg Koldingen 1380 zugunsten Bischof Gerhards verzichten. Unter bischöflicher Leitung wurde daraufhin die links der Leine gelegene Burg Sitz des neugeschaffenen Hildesheimer Amtes Koldingen; Kirchrode wurde Vogtei. Die Vogtei Kirchrode umfasste die Gartengemeinden vor dem Aegidientor der Stadt Hannover, Kirchrode, Misburg und Wülferode.